# Талдыколь (озеро, Камыстинский район)
Талдыколь (каз. Талдыкөл) — пресное озеро в Камыстинском районе Костанайской области Казахстана. Находится у села Талдыколь. Входит в Кулыколь-Талдыкольскую систему озёр. Название Талдыколь переводится с казахского как ивовое озеро.
Площадь поверхности озера составляет 10,5 км². Наибольшая длина озера — 3,9 км, наибольшая ширина — 3,8 км. Длина береговой линии составляет 13 км. В центре озера имеется остров.
Озеро играет большую роль как место гнездования, миграции и линьки водоплавающих и водно-болотных видов птиц.
В 2009 году Кулыколь-Талдыкольская система озёр была включена в перечень водно-болотных угодий международного значения подпадающих по действие Рамсарской конвенции.